# Zé Doca
Zé Doca is een gemeente in de Braziliaanse deelstaat Maranhão. De gemeente telt 46.265 inwoners (schatting 2009).
De plaats is zetel van het rooms-katholieke bisdom Zé Doca.
De gemeente grenst aan Nova Olinda do Maranhão, Araguanã, Governador Newton Bello, São João do Carú, Penalva, Monção, Pedro do Rosário en Centro Novo do Maranhão.